# Witsenia
Witsenia es un género de plantas atípico ya que incluye plantas arbustivas y leñosas dentro de una familia que generalmente contiene plantas herbáceas como son las iridáceas. Witsenia maura es el único representante de este género y es nativo del sur de África. 

## Sinonimia
- Antholyza maura L., Mant. Pl. 2: 175 (1771).
- Ixia disticha Lam., Encycl. 3: 333 (1789), nom. superfl.
- Witsenia tomentosa Salisb., Trans. Hort. Soc. London 1: 312 (1812), nom. nud.[1]